# Wald im Pinzgau
Wald im Pinzgau är en ort och kommun i Österrike. Den ligger i distriktet Zell am See i förbundslandet Salzburg, 330 km väster om huvudstaden Wien. 
Kommunen består av sex orter (Ortschaften) (inom parentes invånarantal 1 januari 2024):
- Hinterwaldberg (48)
- Lahn (267)
- Vorderkrimml (280)
- Vorderwaldberg (75)
- Wald (352)
- Königsleiten (117)